# كاتش آس كاتز كان
كاتش آس كاتز كان (بالإنجليزية:Catch as Cats Can)، هي حلقة من مسلسلات الرسوم المتحركة الأمريكية، ومدتها 7 دقائق، وهي إحدى حلقات لوني تونز، والتي أنتجها شركة وارنر برذرز الأمريكية سنة 1947.

## قصة
تبدأ حلقة المسلسل من لوني تونز حول شخصية القط يدعى سلفستر، وهو يحاول التهام الطائر المجهول الذي يغني داخل القفص، ويتعرض سلفستر للكثير من الإذلال والإصابات بسبب هذا الطائر.

## روابط خارجية
- كاتش آس كاتز كان على موقع IMDb (الإنجليزية)
- كاتش آس كاتز كان على موقع قاعدة بيانات الفيلم (الإنجليزية)
- كاتش آس كاتز كان على موقع ليتربوكسد (الإنجليزية)
- كاتش آس كاتز كان على موقع كينوبويسك (الروسية)